# Dichaetomyia berastagi
Dichaetomyia berastagi är en tvåvingeart som beskrevs av Shinonaga 2004. Dichaetomyia berastagi ingår i släktet Dichaetomyia och familjen husflugor. Inga underarter finns listade i Catalogue of Life.